# Pierre Paul Royer-Collard
Pierre Paul Royer-Collard   (Sompuis, 21 de juny de 1763 - Châteauvieux, 2 de setembre de 1845) fou un polític i pensador francès.
Va ser membre de la Comuna francesa i professor de la Sorbona entre 1811 i 1814. Identificat amb el corrent de l'espiritualisme i el doctrinarisme s'oposà a la ideologia de la Il·lustració i del sensualisme. A Catalunya influí sobre Ramon Martí d'Eixalà i Francesc Xavier Llorens i Barba, entre d'altres.